# Willie MacFadyen
William MacFadyen, noto come Willie MacFadyen (Owertown, 23 giugno 1904 – Birmingham, 20 gennaio 1972), è stato un calciatore e allenatore di calcio scozzese, di ruolo attaccante.

## Carriera
È stato capocannoniere del campionato scozzese nella stagione 1931-1932 (con 52 reti), portando la sua squadra, il Motherwell, alla conquista del suo primo e finora unico titolo della sua storia. Si ripeté nella stagione 1932-1933, vincendo la classifica marcatori con 45 reti all'attivo.

## Palmarès

### Club

#### Competizioni nazionali
- Campionato scozzese: 1

Motherwell: 1931-1932